# Felix on the Job
Felix on the Job é um filme mudo dos Estados Unidos de 1916, do gênero comédia, dirigido por George Felix e estrelado por Lon Chaney.

## Elenco
- George Felix - Felix
- Eva Loring - esposa do Felix
- Lon Chaney - Tod
- Lydia Yeamans Titus - esposa do Tod